# Meglio Stasera
Meglio Stasera (u engleskoj verziji poznatije kao It Had Better Be Tonight) je skladba koju je napisao Henry Mancini 1963. godine. Pjesmu je izvodilo dosta izvođača ali najpoznatije su dvije verzije: talijanska za koju je tekst napisao Franco Migliacci i engleska za koju je tekst napisao Johnny Mercer.  Sama pjesma je napisana za film Pink Panther u kom je praizvedbu otpjevala američka pjevačica Frann Jeffries. Ista melodija korištena je kao i pozadinska glazba u istom filmu.
Carpe diem poruka ove pjesme u engleskoj verziji koristi izraz  "Fa' subito!" sto znači „napravi to odmah“.  U talijanskoj verziji ove pjesme ovaj izraz se ne koristi ali smisao poruke je isti: „volimo se večeras, zato što nitko ne zna što će se dogoditi sutra.“
Talijanska verzija
Meglio stasera, che domani o mai,
Domani chi lo sa, quel che sarà?
Engleska verzija 
Meglio stasera, baby, go-go-go,
Or as we natives say, "Fa' subito!"
Hrvatski prijevod
Bolje večeras, nego sutra ili nikad
Sutra, tko zna što će se tad dogoditi.